# الممر المائي فولغا- بلطيق

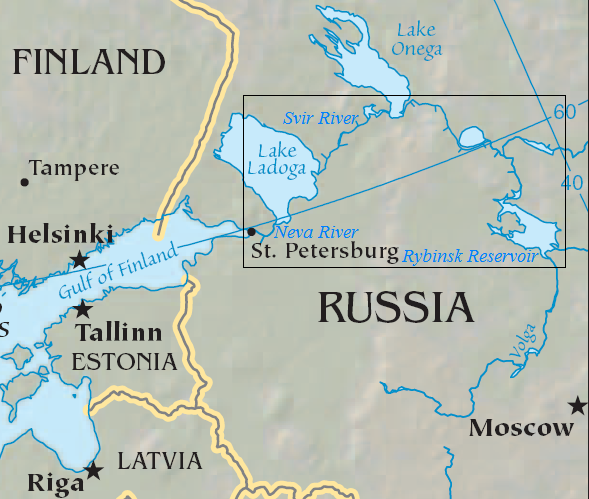
خريطة للممر المائي فولغا - البلطيق.

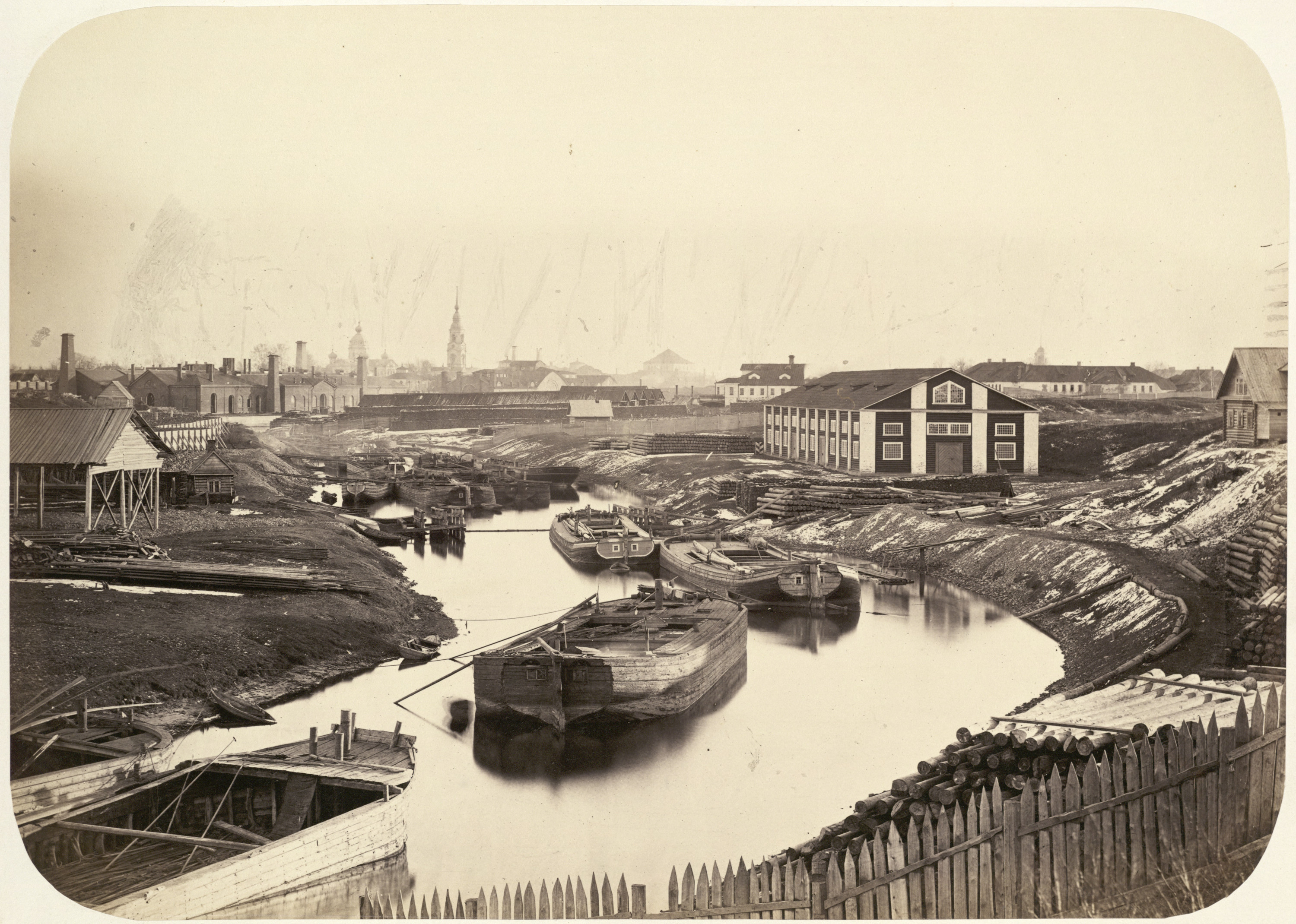
قناة سان بطرسبرج بين عامي 1864 و 1868.

ممر المائي فولغا - بلطيق ( (بالروسية: Волго-Балтийский водный путь, Volgo-Baltiïski vodny pout)‏ ) ، كان يُسمى سابقًا نظام قناة Mariinsk (بالروسية: Мариинская водная система, Mariinskaïa vodnaïa sistema)‏ ) ، هي مجموعة من الأنهار والبحيرات والقنوات في شمال غرب روسيا ، والتي تربط نهر الفولغا ببحر البلطيق كجزء من نظام البحار الخمسة ، رسميًا الشبكة الموحدة للممرات المائية العميقة في روسيا الأوروبية.
يبلغ طوله الإجمالي من تشيريبوفيتس إلى بحيرة أونيغا 368 كم. صنع في بداية القرن التاسع عشر، وأعيد بناء النظام في الستينيات لاستيعاب القوارب ذات الحمولة الأكبر.